# American Pie: Wesele
American Pie: Wesele (ang. American Wedding) – trzecia część amerykańskiej serii filmów komediowych.

## Obsada
- Jason Biggs jako Jim Levenstein
- Alyson Hannigan jako Michelle Flaherty
- Seann William Scott jako Steve Stifler
- Eddie Kaye Thomas jako Paul Finch
- Thomas Ian Nicholas jako Kevin Myers
- Deborah Rush jako Mary Flaherty
- January Jones jako Cadence Flaherty
- Fred Willard jako Harold Flaherty
- Jennifer Coolidge jako pani Stifler
- Molly Cheek jako matka Jima
- Eugene Levy jako ojciec Jima

## Fabuła
Jim Levenstein po swoich perypetiach w poprzednich częściach American Pie, postanawia wziąć ślub ze swoją dziewczyną Michelle Flaherty. Wiąże się z tym masa problemów: Michelle chce suknię tylko od jednego projektanta, jego przyjaciele niespodziewanie organizują mu wieczór kawalerski i do tego Steve Stifler postawił go w złym świetle przed rodzicami jego narzeczonej. Jak zwykle w „amerykańskiej szarlotce” nie zabraknie momentów związanych z seksem i nagością.